# Transport publiczny w Lublanie
Transport publiczny w Lublanie tworzy obecnie sieć autobusów miejskich i podmiejskich.

## Operator
Ljubljanski potniški promet (skrót LPP) to spółka z ograniczoną odpowiedzialnością, działająca jako część firmy Javni holding Ljubljana i zajmująca się organizacją autobusowego miejskiego i międzymiastowego transportu publicznego w Ljubljanie i okolicach.
Oprócz tego firma oferuje przewozy autobusowe na żądanie, naprawę pojazdów, techniczne przeglądy pojazdów oraz homologację i rejestrację pojazdów.

## Historia firmy

### Doba tramwajów (1901 - 1958)
Kiedy w Ljubljanie pod koniec XIX wieku żyło około 40 000 mieszkańców, władze miasta zdecydowały się wprowadzić publiczne środki transportu. W związku z tym, została oficjalnie założona w 1900 roku firma Splošna malo železniška družba, która miała być odpowiedzialna za transport publiczny w mieście. Bez żadnych uroczystości uruchomiono w Ljubljanie tramwaj 6 września 1901. W pierwszy dzień działania sprzedano aż 6400 biletów. W 1901 roku przedsiębiorstwo posiadało 13 wozów silnikowych, 1 doczepny i jedną solarkę, firma zatrudniała 64 osoby. Każdy wagon silnikowy był trzydziestomiejscowy (16 miejsc siedzących i 14 stojących), tramwaje rozwijały prędkość do 30 km/h. Do końca 1901 r. Ljubljańskie tramwaje przejechały około 136 000 km i przewiozły 330 000 pasażerów. Splošna malo železniška družba, która zarządzała tramwajami w Lublanie, była austriacką spółką z ograniczoną odpowiedzialnością pod wodzą zagranicznego inwestora, firmy Siemens & Halske. Po upływie dwudziestu pięciu lat eksploatacji tramwajów, miasto miało prawo do nabycia spółki tramwajowej.
Dlatego w 1929 Splošna malo železniška družba została przemianowana na Električno cestno železnico, a po roku 1930, miasto rozpoczęło modernizację taboru i tras. Zakupiono nowe i używane pojazdy, w 1940 r. posiadano 52 wagony.
W czasie II wojny światowej kursowanie tramwajów funkcjonowało normalnie. Pojazdy zostały wyposażone w dwujęzyczne napisy, rozkłady jazdy zostały skorygowane z powodu wprowadzenia godziny policyjnej, ale brak było części zamiennych. Tramwajami bezpłatnie mogli być przewożeni włoscy żołnierze. 
Sieć tramwajowa została ostatecznie zamknięta w 1958 roku z powodu zakłócania ruchu samochodowego. Stopniowo, od 1951 roku tramwaje zastępowały trolejbusy.

### Doba trolejbusów (1951 - 1971)
Po wojnie bardzo szybko postępował rozwój miasta i tramwaj nie był już w stanie zapewnić dogodnej komunikacji publicznej. Gdy wzrosła liczba samochodów znaleziono kolejny argument dla usunięcia tramwajów z miejskich ulic. W maju 1951 roku powołano komisję która przygotowała wniosek w sprawie przejścia z transportu tramwajowego na trolejbusowy. Przejście było stopniowe. W połowie lat pięćdziesiątych, na ulicach regularnie pojawiały się trolejbusy, pierwszy regularny kurs miał miejsce w 1958 roku, czyli tym samym roku, w którym zamknięto sieć tramwajową. Električno cestno železnico przemianowano na  Ljubljana-Transport. Istniały następujące linie trolejbusowe:
- 1 Vič – Vižmarje
- 6 Vič – Ježica
- 7 Litostroj – Ajdovščina
- 8 Litostroj – Črnuče

Doświadczenia z eksploatacji trolejbusów nie były najlepsze. Zimą były problemy ze śniegiem i piaskowaniem dróg solą. Roztopiony lód z solą stykają się z przewodów elektrycznymi trolejbusów i powodował zwarcie. Sieć trolejbusową zamknięto 4 września 1971 r. i zastąpiono autobusami.

## Tabor autobusowy

### Autobusy midi
| liczba | model                    | typ - midi 9m                   |  | rok produkcji i numery | zdjęcie |
| ------ | ------------------------ | ------------------------------- |  | --- | ------- |
| 10     | Feniksbus FBI 83 M / CNG | niskopodłogowy (ostatnie drzwi) |  | 2012: 066 (1) 2013: 067 / CNG (1) 2014: 068 / CNG (1) 2015: 069, 071, 072 (3) 2016: 073 - 074 / CNG (2) 2018: 075 - 076 / CNG (2) |         |
| 4      | Otokar Vectio C          | niskopodłogowy                  |  | 2015: 080 - 083 |         |
| 2      | Otokar Vectio U          | wysokopodłogowy                 |  | 2018: 084 - 085 |         |

### Autobusy solo
| liczba | model                          | typ - solowe   |             | rok produkcji i numery                           | zdjęcie |
| ------ | ------------------------------ | -------------- | ----------- | ------------------------------------------------ | ------- |
| 6      | MAN NL 223 (A21)               | niskopodłogowy |             | 2003: 137 - 142                                  |         |
| 1      | Mercedes-Benz Citaro FL (O530) | niskopodłogowy |             | 2007: 162                                        |         |
| 6      | Mercedes-Benz Conecto (O345)   | niskopodłogowy | 164 165–169 | 2007: 164º (1) 2009: 165 (1) 2010: 166 - 169 (4) |         |
| 23     | Irisbus IVECO Citelis 12m CNG  | niskopodłogowy |             | 2011: 100 - 119 2013: 120 - 122                  |         |
| 5      | IVECO Crossway LE 12m          | niskopodłogowy |             | 2016: 190 - 194                                  |         |

### Autobusy przegubowe
| liczba | model                           | typ - przegubowe |                     | rok produkcji i numery | zdjęcie |
| ------ | ------------------------------- | ---------------- | ------------------- | --- | ------- |
| 24     | MAN NG 312 (A11)                | niskopodłogowy   | 381 - 408 409 - 419 | 1996: 381, 382 (2) 1997: 385, 389 (2) 1998: 391 - 394, 396, 399, 400, 402, 405, 406, 408 (11) 2000: 409 - 411, 413, 414, 416 - 419 (9) |         |
| 1      | Mercedes-Benz O405GN2*          | niskopodłogowy   |                     | 1998: 206 |         |
| 11     | MAN NG 313 (A23)                | niskopodłogowy   |                     | 2003: 420 - 428, 430, 432 |         |
| 11     | Mercedes-Benz Citaro G (O530G)  | niskopodłogowy   |                     | 2006: 208 - 218 |         |
| 16     | MAN Lion's City G (NG 313, A23) | niskopodłogowy   |                     | 2008: 434 - 449 |         |
| 29     | Mercedes-Benz Conecto G (O345G) | niskopodłogowy   |                     | 2009: 219 - 222 (4) 2010: 223 - 247 (25)                                                                                               |         |
| 1      | Irisbus IVECO Citelis 18m CNG   | niskopodłogowy   |                     | 2013: 450 |         |
| 40     | MAN Lion's City G CNG           | niskopodłogowy   |                     | 2014: 451 - 460 (10) 2016: 461 - 490 (30)                                                                                              |         |